# دول (بابوشنیتسا)
دول (به صربی: Dol) یک منطقهٔ مسکونی در صربستان است که در Opština Babušnica واقع شده‌است. دول ۸۲ نفر جمعیت دارد.